# 101-es szoba
George Orwell 1984 című regényének csúcspontján bemutatott 101-es szoba a Szeretetminisztérium alagsori kínzókamrája, ahol a Párt a politikai ellenfeleit megpróbálja a legrosszabb rémalmaikkal, félelmeikkel, vagy fóbiáikkal megtörni, azzal a céllal, hogy megsemmisítsék az ellenállást.

„Azt kérdezted egyszer tőlem, hogy mi van a százegyes szobában. Azt mondtam akkor, hogy már tudod mi van itt. Mindenki tudja. Ami a százegyes szobában van, az a legrosszabb a világon.”

– O’Brien, Harmadik rész, 5. fejezet

Az 1984 univerzumában a Párt mindent tud a polgárokról, még a rémálmaikat is. A főhős, Winston Smith rémálma egy patkánytámadás volt, így patkányokkal fenyegették, oly módon, hogy egy kalitkányi patkányt engedtek volna az arcába, azonban Winston ezt megelőzte azzal, hogy elárulta Juliát, hogy inkább a lány szenvedje el a kinzást, és ne ő. Ennek a megfélemlítésnek az volt a lényege, hogy Winston elárulja az egyetlen embert, akit szeret, és hogy megszegje ígéretét, amit Juliának tett. A könyv utal arra, hogy Juliát is megfélemlítették a szobában, de arra nem tér ki, mi volt az ő legnagyobb félelme.
Orwell a 101-es szobát a BBC székházának, Broadcasting House tárgyalóterme után nevezte el, ahol több fárasztó ülésen is részt vett. Az eredeti 101-es szoba lebontásakor Rachel Whiteread művész gipsz másolatot készített róla, amit a Victoria and Albert Museumban állítottak ki 2003 novembere és 2004 júniusa között.

## Kulturális hatása
A regény népszerűségét követően már számos, olyan helyen használják a „101-es szoba” kifejezést, ahol valamilyen kellemetlen dolgokat végeznek.
- Anna Funder Stasiland című könyvében Erich Mielke, az NDK utolsó állambiztonsági miniszterének irodája a 101-es számot kapta.[4]
- A BBC Room 101 vígjátéksorozatában a 101-es szoba koncepcióját gondolják újra: hírességeket kérnek fel, hogy számoljanak be félelmeikről, majd a műsor házigazdájával próbálják legyőzni azt.[5]

A Bonanza Banzai Elmondatott című lemezén szerepel a 101-es szoba. A szám az orwelli történeten alapul, szó szerint vesz át kifejezéseket a regény szövegéből.
A The Ricky Gervais Show-ban Ricky Gervais és Stephen Merchant egy „Room 102” nevű játékot játszanak, ami ötletét a 101-es szobából vették, ahol Karl Pilkingtonnak el kell döntenie, hogy melyek azok a dolgok, amkiet nem szeret, és hogy a 102-es szobába betegyen.
Batman: A rajzfilmsorozat egyik 1992-es epizódjában Batman Rébusz egyik talányát fejtette a rendőrkapitányság 101-es szobájában. E során virtuális valóságban látja a megkínzott Gordon parancsnokot, és a rejtvény megoldásával tudja őt kiszabadítani.
A Ki vagy, doki? sorozat 2011-es Istenkomplexus epizódjában a Doktor és társai egy olyan hotelben találják magukat, ami tele van 101-es szobákkal, benne mindenkinek a saját legnagyobb félelmével.

## Fordítás
- Ez a szócikk részben vagy egészben  a   Ministries of Nineteen Eighty-Four című angol Wikipédia-szócikk Room 101 című fejezetének fordításán alapul.  Az eredeti cikk szerkesztőit annak laptörténete sorolja fel. Ez a jelzés csupán a megfogalmazás eredetét és a szerzői jogokat jelzi, nem szolgál a cikkben szereplő információk forrásmegjelöléseként.